# Mounir El Hamdaoui
Mounir El Hamdaoui (arabul: منير الحمداوي, magyaros átírással: Munír el-Hamdáúi) marokkói labdarúgó, aki a holland Rotterdam városában született. Jelenleg a katari Umm Szalal csapatában játszik támadóként. Korábban az Excelsior, a Tottenham Hotspur, a Derby County, a Willem II, az AZ és az Ajax csapatában játszott.
Mivel Hollandiában született, játszott a holland U21-es válogatottban is. De végül úgy döntött, hogy a marokkói labdarúgó válogatottban folytatja a nemzetközi pályafutását, ahol 2009 februárjában debütált egy Csehország elleni mérkőzésen.
Az Eredivisie 2008/2009-es szezonjában ő lett az "Év labdarúgója", miután megszerezte a holland bajnokság gólkirályi címét. Ebben a szezonban még a bajnoki címet is megnyerte az AZ csapatával, amely a csapat története során második alkalommal sikerült.

## Statisztika
2011. április 24.
| Klub              | Szezon       | Bajnokság | Bajnokság | Kupa | Kupa  | Európa | Európa | Összesen | Összesen |
| Klub              | Szezon       | Apps      | Goals     | Apps | Goals | Apps   | Goals  | Apps     | Goals    |
| ----------------- | ------------ | --------- | --------- | ---- | ----- | ------ | ------ | -------- | -------- |
| SBV Excelsior     | 2001–02      | 6         | 2         | –    | –     | –      | –      | 6        | 2        |
| SBV Excelsior     | 2002–03      | 21        | 2         | –    | –     | –      | –      | 21       | 2        |
| SBV Excelsior     | 2003–04      | 33        | 17        | –    | –     | –      | –      | 33       | 17       |
| SBV Excelsior     | 2004–05      | 14        | 11        | –    | –     | –      | –      | 14       | 11       |
| SBV Excelsior     | Total        | 74        | 32        | 0    | 0     | 0      | 0      | 74       | 32       |
| Tottenham Hotspur | 2004–05      | 0         | 0         | 0    | 0     | –      | –      | 0        | 0        |
| Tottenham Hotspur | 2005–06      | 0         | 0         | 0    | 0     | –      | –      | 0        | 0        |
| Tottenham Hotspur | Total        | 0         | 0         | 0    | 0     | –      | –      | 0        | 0        |
| Derby County      | 2005–06      | 9         | 3         | 0    | 0     | –      | –      | 9        | 3        |
| Derby County      | Total        | 9         | 3         | 0    | 0     | –      | –      | 9        | 3        |
| Willem II         | 2006–07      | 5         | 3         | 0    | 0     | –      | –      | 5        | 3        |
| Willem II         | 2007–08      | 2         | 0         | 0    | 0     | –      | –      | 2        | 0        |
| Willem II         | Total        | 7         | 3         | 0    | 0     | –      | –      | 7        | 3        |
| AZ                | 2007–08      | 23        | 7         | 0    | 0     | 3      | 0      | 26       | 7        |
| AZ                | 2008–09      | 31        | 23        | 3    | 1     | –      | –      | 34       | 24       |
| AZ                | 2009–10      | 27        | 20        | 3    | 1     | –      | –      | 30       | 21       |
| AZ                | Total        | 81        | 50        | 6    | 2     | 3      | 0      | 90       | 52       |
| Ajax              | 2010–11      | 26        | 13        | 2    | 3     | 9      | 2      | 37       | 18       |
| Ajax              | 2011–12      | 0         | 0         | 0    | 0     | 0      | 0      | 0        | 0        |
| Ajax              | Total        | 26        | 13        | 2    | 3     | 9      | 2      | 37       | 18       |
| Career total      | Career total | 197       | 101       | 8    | 5     | 12     | 2      | 217      | 108      |